# Anubis II
Anubis II é um jogo de videogame de ação desenvovolvido pela Metro 3D. A versão para o Wii foi desenvolvida pela Data Design Interactive. O jogo foi públicado pela Conspiracy Entertainment nos Estados Unidos. Contrariando o seu título, o jogo não é uma sequência a um título anterior.

## O jogo
A história se passa no antigo Egito, o jogador controla Anubis, o guardião do submundo, em sua busca pela "Maldição dos Faraós". A jornada passa por tombas e catacumbas até a chegada ao poder das pirâmides de ouro. O Nunchuk controla Anubis enquanto o Wii Remote é mexido para jogar bombas nos enimigos.

## Recepção
O jogo recebeu por maioria críticas negativas, incluindo nota de 1.5 de 10 do site Gamespot, a segunda pior pontuação já dada pelo site. A versão do Wii ainda foi nomeada para o prêmio de pior jogo de 2007 pela Gamespot.
Muitos críticos chamaram o jogo de "Cópia de carbono" do jogo Ninjabread Man, por acharem extrema semelhança em relação a música, jogabilidade, layout dos níveis, ataques e inimigos.